# Condado de Sussex (Virginia)
El condado de Sussex (en inglés: Sussex County), fundado en 1836, es uno de 95 condados del Mancomunidad de Virginia. En el año 2000, el condado tenía una población de 12,504 habitantes y una densidad poblacional de 57 personas por km². La sede del condado es Sussex.

## Geografía
Según la Oficina del Censo, el condado tiene un área total de 1277 km² (493,1 mi²), de la cual 1272 km² (491,1 mi²) es tierra y 5 km² (1,9 mi²) (0.43%) es agua.

### Condados adyacentes
- Condado de Dinwiddie (noreste)
- Condado de Prince George (norte)
- Condado de Surry (noreste)
- Condado de Southampton (sureste)
- Ciudad de Greensville (suroeste)

## Demografía
Según el censo de 2000, los ingresos medios por hogar en el condado eran de $31,007, y los ingresos medios por familia eran $36,739. Los hombres tenían unos ingresos medios de $29,307 frente a los $22,001 para las mujeres. La renta per cápita para el condado era de $14,670. Alrededor del 16.10% de la población estaban por debajo del umbral de pobreza.

## Localidades
- Jarratt
- Stony Creek
- Wakefield
- Waverly

### Comunidades no incorporadas
- Sussex
- Yale

## Educación
High School
- Sussex Central High School

Middle School
- Sussex Central Middle School

Elementary Schools
- Ellen Warren Chambliss Elementary
- Jefferson Elementary School

Charter/Tech
- Appomattox Regional Governor's School for the Arts And Technology
- Rowanty Technical Center

Detention Center